# No Sleep for Kaname Date – From AI: The Somnium Files
No Sleep for Kaname Date – From AI: The Somnium Files (яп. 伊達鍵は眠らない – From AI：ソムニウムファイル, кириліз.: Дате Канаме ва Немуранай – Фром Ай: Сомунюму Фаіру, досл. «Канаме Дате не спиться – З Ай: Файли сну») — пригодницька відеогра в жанрі візуальної новели, розроблена та видана компанією Spike Chunsoft у 2025 році. Це третя частина серії, що продовжує сюжет AI: The Somnium Files (2019) та AI: The Somnium Files – Nirvana Initiative (2022). Дія гри розгортається незабаром після подій першої частини та перед Nirvana Initiative. У центрі сюжету — детектив Канаме Дате, який намагається врятувати інтернет-айдола Айріс Саґан, що стверджує, ніби її викрали інопланетяни й змушували розв’язувати головоломки в стилі «квест-кімнати», щоб вижити. Ігровий процес поєднує формат візуальної новели та дослідження від третьої особи у сценах розслідування снів, а також нові секції з головоломками у стилі «квест-кімнати», що нагадують ранні серії Spike Chunsoft Zero Escape.
Гру анонсували під час презентації Nintendo Direct 27 березня 2025 року, а випустили 25 липня того ж року для Nintendo Switch, Nintendo Switch 2 та Windows.

## Сетинг
Невдовзі після подій AI: The Somnium Files агент підрозділу Advanced Brain Investigation Squad (ABIS) Канаме Дате разом зі штучним інтелектом Айбою, вбудованим у його кібернетичне ліве око, розслідують викрадення інтернет-ідола Іріс Саган, яку нібито захопили прибульці. Дате використовує «Psyncing, щоб проникати у Somnium — світ снів підозрюваних чи свідків — і витягувати звідти інформацію для розкриття справи. Тим часом Айріс дозволено підтримувати контакт із Дате та Айбою, які допомагають їй розв’язувати головоломки у стилі «квест-кімнати», що потрібні для її виживання, під контролем її викрадачки — рептилоподібної жінки, на ім'я Акемі.

## Розробка
No Sleep for Kaname Date – From AI: The Somnium Files створив Кадзуя Ямада, творець серії Котаро Учікоші виступив як «режисер серії» та «супервайзер сценарію». Spike Chunsoft розробила цю гру як невеликий спіноф між подіями першої частини та продовженням Nirvana Initiative. У грі вперше з’явилися головоломки у стилі «квест-кімнати», які доповнюють традиційні сегменти дослідження снів. Тон сюжету став більш комедійним, на відміну від серйозної атмосфери основних ігор. Гра має самодостатній сюжет і доступна для нових гравців, але містить посилання на попередні частини серії. Розробка виявилася складною через необхідність поєднати нові ігрові механіки з глибиною сюжету.

## Сприйняття
| Агрегатор  | Оцінка                |
| ---------- | --------------------- |
| Metacritic | PC: 79/100 NS: 79/100 |

| Видання               | Оцінка |
| --------------------- | ------ |
| Famitsu               | 33/40  |
| Nintendo Life         | 7/10   |
| Nintendo World Report | 7.5/10 |

No Sleep for Kaname Date – From AI: The Somnium Files отримала «загалом схвальні» відгуки за даними агрегатора Metacritic. У Японії четверо критиків із Famitsu поставили грі загальний бал 33 із 40. Огляд Nintendo Life оцінив гру на 7 із 10, відзначивши захопливий сюжет, покращені головоломки та цікавий склад персонажів, але критикував слабкі сюжетні повороти, нудні головоломки в Somnium і відсутність вагомих функцій для консолі Switch 2.